# Exomalopsis diminuta
Exomalopsis diminuta är en biart som beskrevs av Silveira 1996. Exomalopsis diminuta ingår i släktet Exomalopsis och familjen långtungebin. Inga underarter finns listade i Catalogue of Life.